# San Pablo de la Calzada
San Pablo de la Calzada fue un municipio español de la provincia de Gerona.

## Toponimia
El lugar puede aparecer referido como «San Pablo de la Calzada» y «San Pau de la Calzada».

## Historia
El municipio de San Pablo de la Calzada desapareció de cara al censo de 1857 y el término pasó a formar parte del de Figueras. Por esas fechas, el lugar tenía contabilizada una población de ocho habitantes. Aparece descrito en el decimotercer volumen del Diccionario geográfico-estadístico-histórico de España y sus posesiones de Ultramar de Pascual Madoz con las siguientes palabras:

SAN PAU ó PABLO DE LA CALZADA: ald. en la prov. y dióc. de Gerona, part. jud. y ayunt. de Figueras, aud. terr. y c. g. de Barcelona. sit. á 1/2 leg. escasa de la cab. del part., le cruza la carretera general de Francia, y goza de buena ventilacion y clima sano. Tiene una igl. parr. (San Pablo) y un cementerio. El térm. confina N. Figueras; E. Palol Salvadoria; S. y O. el r. Manol, cuyas avenidas inundan con frecuencia el terreno, que en su mayor parte posee la casa de Gayolá. prod.: (V. Figueras). pobl.: 1 vec., 8 alm. cap. prod.: 403.200 rs. imp.: 10,080.
(Madoz, 1849, p. 726)